# Dolors Martínez Pérez
Dolors Martínez Pérez (Barcelona) és una actriu, locutora i realitzadora de ficció per a pòdcasts catalana.

## Biografia
És llicenciada en Art Dramàtic, especialitat en Interpretació, per l'Institut del Teatre de Barcelona i llicenciada en Ciències de la Informació, especialitat en Ràdio i Televisió per la Universitat Autònoma de Barcelona. A més, s'ha format amb Franco di Francescantonio, Carol Rosenfeld, Dominic de Fazio, Salvador Oliva, Nancy Tuñón i Genadi Korotkov.
Des de l'any 1985 treballa a Catalunya Ràdio on és una de les veus corporatives (juntament amb Carles Davó) de l'emissora i de Catalunya Informació. Des del mes de maig del 2001, moment en què es va reformular el Canal 33, és la veu corporativa d'El 33. També ha narrat documentals com Els homes del silenci i Ernest Lluch, lliure i atrevit.
És la directora artística de la versió radiofònica del programa Crims. A més, va participar en el pòdcast Tor. Tretze cases i tres morts i va interpretar el personatge de Maria Àngels Feliu al pòdcast El segrest.
A banda, ha posat la veu a diferents anuncis publicitaris i productes. Per exemple, va posar la veu a la nina Barbie en català i castellà i en els respectius anuncis de la joguina. També és la veu dels contestadors automàtics dels telèfons dels diferents departaments de la Generalitat de Catalunya. Ha doblat audiollibres com el de Harry Potter i la pedra filosofal i diferents novel·les de Quim Monzó.